# 가라스가와촌
가라스가와촌(일본어: 烏川村)은 일본 나가노현 미나미아즈미군에 있던 촌이다. 현재의 아즈미노시에 해당한다.

## 역사
- 1873년 4월 1일 - 지쿠마현 아즈미군 가라스가와촌이 성립하였다.
- 1876년 8월 21일 - 나가노현에 소속되었다.
- 1889년 4월 1일 - 정촌제 시행에 의해 가라스가와촌이 단독으로 자치체를 형성하였다.
- 1955년 4월 1일 - 미타촌과 합병해, 호리가네촌이 성립하여 동일 가라스가와촌은 폐지되었다.

## 참고문헌
- 角川日本地名大辞典 20 長野県